# Пластика мітрального клапана
Пла́стика мітра́льного кла́пана (англ. Mitral valve repair) — кардіохірургічна операція на мітральному клапані серця, що виконується з метою анатомічної його корекції та відновлення його пропускної та замикальної функцій, які порушені внаслідок захворювань, вроджених вад розвитку та травм мітрального клапана. Особливістю пластики мітрального клапана, на відміну від протезування мітрального клапана, є відсутність застосування сторонніх штучних протезів клапанів.